# Erskine (Écosse)
 (novembre 2017).
Si vous disposez d'ouvrages ou d'articles de référence ou si vous connaissez des sites web de qualité traitant du thème abordé ici, merci de compléter l'article en donnant les références utiles à sa vérifiabilité et en les liant à la section « Notes et références ».
Pour les articles homonymes, voir Erskine.
Erskine est une ville d'Écosse, situé dans le council area et région de lieutenance du Renfrewshire.

## Description
Située sur la rive sud du Clyde, elle abrite le pont le plus en aval sur le fleuve, l'Erskine Bridge (en), la reliant à la ville d'Old Kilpatrick dans le West Dunbartonshire, sur l'autre rive. Les autres villes qui jouxtent Erskine sont Bishopton au nord, Renfrew, Inchinnan et Paisley. L'aéroport international de Glasgow jouxte aussi la ville.
Aujourd'hui, Erskine est une ville-dortoir pour les villes de Paisley et Glasgow. Resté très longtemps un petit village, la commune a connu une expansion rapide dans les années 1970, en tant que ville nouvelle, d'autant plus avec la proximité de l'autoroute M8. 

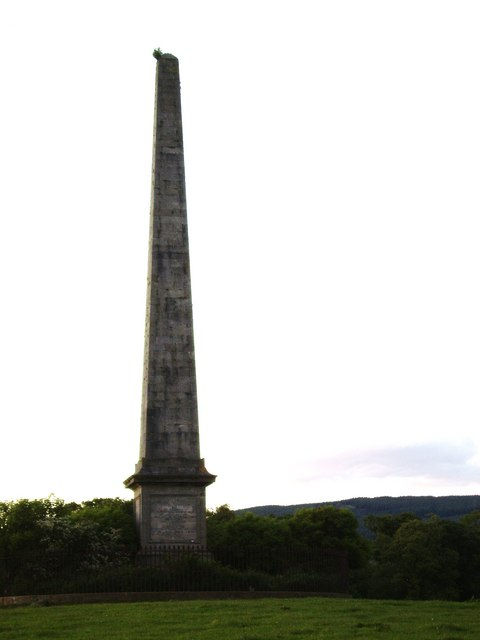
Blantyre monument (en).

## Personnalités
- John McArthur : général de l'armée de l'Union.
- Stevie Jackson (en) : guitariste de Belle and Sebastian.